# John Feskens
John Feskens (Nijmegen, 3 november 1965) is een Nederlands voormalig profvoetballer. Hij speelde 432 competitiewedstrijden (1982-1997) voor Willem II.

## Biografie
Feskens groeide op in Tilburg. Daar speelde hij voor de amateurverenigingen Were Di en Broekhoven, maar ging uiteindelijk naar Willem II. In het seizoen 1982-1983 maakte hij zijn debuut voor de Tricolores. Zijn eerste wedstrijd in het betaald voetbal was op 14 mei 1983: Sparta-Willem II (3-0).
Feskens groeide al snel uit tot een vaste waarde op het middenveld. Tot 1997 kwam hij tot 483 wedstrijden voor Willem II, waarmee hij het clubrecord van Jan Brooijmans brak en Mister Willem II werd. In 1997 verhuisde Feskens voor twee seizoenen naar aartsrivaal NAC. Na die twee jaar ging hij nog drie jaar voetballen in Rotterdam bij Excelsior.
In 2003 werd hij jeugdtrainer bij RKC Waalwijk. In 2006 maakte hij promotie en mocht hij Adri Bogers opvolgen als trainer van Jong RKC. Van daaruit keerde hij in 2010 terug naar Willem II, als assistent-trainer. Feskens werd in 2013 analist binnen de technische staf van PSV.
Na het beëindigen van zijn profcarrière speelde hij nog actief in het derde elftal van zijn oude jeugdclub KS Broekhoven.

## Bijnaam
Zijn bijnaam is D'n Beitel, niet vanwege zijn bikkelharde manier van voetballen en zijn enorme strijdlust, maar zijn bijnaam dankt hij volgens eigen zeggen aan de vorm van zijn kin. Zie onderstaande quote van John uit een interview met Henk Bovekerk:
John vertelt over zijn bijnaam en tot mijn verbazing heeft hij die niet te danken aan de manier waarop hij speelde. “In mijn jonge jaren bij KS Broekhoven had iedereen een bijnaam. Mijn bijnaam was D’n Beitel, omdat mijn kin op een beitel leek. Toen ik naar Willem II kwam, had ik een fanclub die mijn bijnaam droeg, Fanclub D’n Beitel. Via die fanclub is mijn bijnaam in de media gekomen.”
In het begin van de 21e eeuw werd het supporterscafé van Willem II in het stadion naar hem vernoemd: Café D'n Beitel. In 2015 verscheen zijn biografie John Feskens, d'n Beitel.